# Caroline Dollar
Caroline Dollar (28 de diciembre de 1983) es una actriz estadounidense. 

## Historia
Dollar nació en Greensboro, Guilford County, Carolina del norte. Asistió a la escuela secundaria Needham B. Broughton. Al igual que su hermana mayor, Aubrey Dollar, apareció como actriz infantil en un pequeño número de miniseries de televisión, algunas son Day-O y la miniserie de Stephen King Golden Years. Luego no tomó ningún papel hasta 2005 en una breve aparición del episodio de la serie One Tree Hill, "A Multitude of Casualties". También apareció en la película Remember the Daze (2007), su última actuación en pantalla hasta la fecha.

## Premios y nominaciones
En 1993 ella fue nominada para los Young Artist Awards por Mejor actriz menor de 10 años en la película para televisión A Mother's Right: The Elizabeth Morgan Story (1992).

## Filmografía
| Año  | Título                                       | Personaje        | Notas                                                |
| ---- | -------------------------------------------- | ---------------- | ---------------------------------------------------- |
| 1991 | Golden Years                                 | una niña         | 2 episodios                                          |
| 1991 | In a Child's Name                            | Astrid           | Miniserie                                            |
| 1992 | Day-O                                        | Cory Connors     | Película para televisión                             |
| 1992 | A Mother's Right: The Elizabeth Morgan Story | Hilary           | Película para televisión                             |
| 1995 | Death in Small Doses                         | Allison          | Película para televisión                             |
| 2005 | One Tree Hill                                | Chica energética | Temporada 3, Episodio 5: "A Multitude of Casualties" |
| 2007 | Remember the Daze                            | Kiki             |                                                      |